# Błahodatiwka (obwód lwowski)
Błahodatiwka (hist. Ernsdorf, 1938-46 Polanka Bóbrecka; ukr. Благодатівка) – wieś na Ukrainie w rejonie lwowskim (do 20202 roku w rejonie przemyślańskim) obwodu lwowskiego.
Pojawienie się kolonistów niemieckich po 1772 roku na ziemiach obwodu lwowskiego wiąże się z przejściem Galicji do monarchii austro-węgierskiej i kolonizacją józefińską zapoczątkowaną przez cesarza austriackiego Józefa II począwszy od 1781 roku. W powiecie bóbreckim pojawiło się kilka kolonii, w szczególności kolonia Ernsdorf (z niemieckiego dosłownie wieś Ernsta) kilometr na południe od Bóbrki. Zgodnie z danymi z 1808 r., była to jedna z mniejszych niemieckich kolonii w obszarze dzisiejszego obwodu lwowskiego i liczyła jedynie 20 osób.
25 listopada 1938 roku zarządzeniem Ministra Spraw Wewnętrznych Rzeczypospolitej Polskiej Ernsdorf przemianowano na Polankę Bóbrecką. W 1940 r. Niemcy zostali wysiedleni do Generalnego Gubernatorstwa.
Od 18 lipca 1946 roku wieś Błahodatiwka. 

## Położenie
Na podstawie Słownika geograficznego Królestwa Polskiego i innych krajów słowiańskich:  Ernsdorf to kolonia niemiecka na gruntach gminy Łany, w powiecie bóbreckim, przy drodze do Rohatyna.